# Universidad para los niños
Universidad para los niños es un proyecto de apertura de las universidades a la educación infantil, con charlas regulares impartidas por los catedráticos, pero para un público de niños de entre 8 y 11 años. Se inició en la universidad alemana de Tubinga en el año 2002, por iniciativa de los periodistas Ulrich Janssen y Ulla Steuernagel. Se celebra anualmente y el contenido de las charlas se recoge luego en libros (Die Kinder-Uni; en la edición española, Una universidad para los niños) ilustrados por Klaus Ensikat. El proyecto ha sido desarrollado luego en gran número de universidades, principalmente en el ámbito de los países germanohablantes.